# Ácido hipocloroso
El ácido hipocloroso es la denominación que se le otorga al ácido que resulta de la unión del óxido ácido de cloro con H2O. Recibe tal nombre debido a que el cloro actúa con el estado de oxidación +1, que es el menor de los cuatro positivos que posee: +1, +3, +5 y +7. Su fórmula química es la siguiente: HClO, obtenida por lo siguiente:
1. Cruce de valencias o estado de oxidación:

2Cl2+O2 → 2Cl+12 O-21
El 1 que tiene el oxígeno no es necesario escribirlo, quedando: Cl2O.
Resultado: Cl2O
1. Formación del ácido:
2. Formulación: Cl2O + H2O →
3. Formación del ácido: Cl2O + H2O → 2HClO

Como se repite la molécula la cantidad de veces del número al costado del primer elemento, no se obtiene por resultado H2Cl2O2, sino HClO.
Puede describirse químicamente como un ion no disociado del cloro dependiente del oxígeno, altamente inestable y altamente reactivo. Por ser uno de los ácidos hipohalogenados más fuertes, es también uno de los más poderosos oxidantes entre los oxácidos clorados y es el responsable directo de la acción bactericida de los compuestos derivados del cloro [Weiss 1989]. Químicamente el HClO puede ser obtenido por diferentes métodos. 
Obtención química del HClO: 
1. Hidrólisis de gas de cloro (Cl2 + H2O → HClO + H+ + Cl-)
2. Acidificación de hipoclorito (ClO- + H+ → HClO)

## Producción fisiológica de ácido hipocloroso
El ácido hipocloroso forma parte de un nuevo grupo de sustancias microbicidas conocidas como "moléculas antimicrobianas no antibióticas", también conocidos como desinfectantes, y que actúan por oxidación de la materia orgánica. Biológicamente en concentraciones muy bajas se ha encontrado en el cuerpo humano, y se clasifica dentro de un grupo de pequeñas moléculas conocidas como especies reactivas del oxígeno (ROS), sintetizadas por células del sistema inmune (neutrófilos y macrófagos) durante un proceso inmunológico conocido como "estallido respiratorio", durante la fagocitosis de antígenos en reacción con la enzima mieloperoxidasa peróxido de hidrógeno (H2O2) y un ion de cloro. Funciona como una sustancia quimiotáctica que permite un excelente control microbiano y activación del sistema de defensa que facilita la rápida e inocua reparación de tejidos [Wang et al. 2007].

## Historia y usos clínicos
Los usos terapéuticos del HClO se inician en la Primera Guerra Mundial, cuando el alarmante incremento de muertes por infecciones en los soldados hizo que se emprendiera la búsqueda de un desinfectante que se aplicara directamente en las heridas, que destruyera microorganismos y sus toxinas, sin dañar el tejido normal. En 1915, el tamizaje de más de 200 compuestos con acción bactericida permitió a los investigadores Alexis Carrel y Henry Dakin obtener una solución de hipoclorito de sodio tamponado (solución de Dakin), el cual generaba concentraciones ideales de HClO. Trataron heridas, fracturas, articulaciones supurativas y demás patologías de este orden, con grandes volúmenes (1 a 2 litros/día) de la solución tamponada.
Hallaron gran actividad bactericida, sin daño a los tejidos, ni dificultad para la cicatrización de las heridas (a pesar de los grandes volúmenes suministrados). Este procedimiento, como el nombre de la solución, son conocidos como la técnica de Carrel‐Dakin, el cual se convirtió en método para tratar las heridas infectadas durante la Guerra. Desafortunadamente la baja estabilidad de la solución, el dispendioso método de preparación y los grandes volúmenes requeridos, hicieron que el método perdiera vigencia. 
A mediados de 1980 son retomadas las investigaciones sobre el ácido hipocloroso. En 1989 el científico británico Stephen J. Weiss observa in vitro el poder bactericida del HClO liberado por neutrófilos. Los análisis cuantitativos demostraron que al activar 0(6) neutrófilos, durante una incubación de dos horas, se producen aproximadamente 2·10−7 mol de HClO, cantidad capaz de destruir 150 millones de bacterias E. coli.
Múltiples laboratorios a nivel mundial también trabajan para obtener soluciones estables de HClO con fines terapéuticos, dirigidas al tratamiento de diversas patologías de piel, con el fin de ratificar al HClO como el antiséptico del futuro. El investigador colombiano Justo Calderón Robles , en 1993, logra estabilizar la molécula de HClO con fines médicos para el tratamiento y control de infecciones en heridas crónicas y complejas como: 
- Úlceras de miembros inferiores de cualquier origen (úlceras varicosas, isquémicas, úlceras de pie diabético, etc.).

- Quemaduras de segundo y tercer grado.

- Control de infecciones cutáneas.

- Cuidado de heridas limpias, contaminadas y con tejido necrótico.

- Lavado y cuidado de exposiciones óseas.

- Celulitis, abscesos, hongos tópicos.

La formulación de HClO colombiana se considera como la primera formulación farmacéutica en el mundo a base de ácido hipocloroso, a la cual las autoridades regulatorias colombianas le dieron el nombre de Neutroderm. 
La utilidad del ácido hipocloroso ha sido evaluada en el tratamiento de úlceras de miembros inferiores como consecuencia de patologías crónicas no controladas que tienden a hacer a una lenta y deficiente cicatrización. Selkon et al., en 2006 evaluaron clínicamente una versión de HClO en el tratamiento de úlceras crónicas de miembros inferiores. El estudio reveló que los lavados del área afectada con HClO permiten un apreciable incremento en el tejido de granulación y disminución del dolor. 
Por su lado en Colombia, Naranjo y Calderón et al. en 2006, tratando la misma patología, pudieron concluir que la aplicación de HClO tres veces al día sobre el área afectada acompañada de vendaje oclusivo, facilita y acelera el proceso de regeneración de tejidos asociado al control microbiano local y por generar un microambiente húmedo ideal para el tejido de granulación.
Otro estudio realizado por Gaitán et al., en 2006 de tipo prospectivo, se enfocó en determinar la incidencia de infección en heridas de apendicectomía comparando el uso de HClO vs. solución salina al momento del cierre de las aponeurosis y se encontró infección en la herida en un 21 % y 2 % de los pacientes a los que se aplicó solución salina y ácido hipocloroso a 0.05 % respectivamente. Los resultados de este trabajo mostraron que el uso del HClO en una herida quirúrgica considerada como contaminada tiene un efecto protector para infección local y formación de abscesos estadísticamente significativa. Jaramillo et al., en 2009, evaluaron el uso del HClO para la profilaxis y tratamiento de la infección de sitio operatorio (ISO) en cirugía cardiovascular. Un ensayo clínico controlado prospectivo, aleatorizado, simple ciego, en pacientes revascularizados de la clínica cardiovascular de la Congregación Mariana (Medellín, Colombia). Los pacientes se aleatorizaron a dos grupos (50 pacientes por grupo). El grupo de intervención fue manejado de manera convencional en cuanto a la profilaxis antibiótica, preparación de la piel, manejo intraoperatorio, pero el lavado final se hizo con la solución estabilizada de HClO sin diluir en una concentración de 0.05 % (aproximadamente 1000 c.c.) para distribuir en las incisiones (esternotomías y safenectomías). El grupo control fue manejado de manera convencional en cuanto a la profilaxis antibiótica, preparación de la piel, manejo intraoperatorio y lavado final de la herida quirúrgica con solución salina (aproximadamente 1000 c.c.). Este estudio concluyó que el uso de HClO disminuye en forma importante la ISO en el período postoperatorio en los pacientes sometidos a revascularización miocárdica, utilizándose como coadyuvante de los procesos de asepsia y antisepsia de uso estándar durante los procedimientos de cirugía cardiaca. El HClO es un compuesto estable, que produce escasas reacciones cuando se usa vía tópica (solo se reportó un caso de reacción cutánea) y las cuales mejoran cuando se suspende su uso. En vista de estos resultados se propuso el uso del ácido hipocloroso en pacientes sometidos a revascularización miocárdica y por extensión a los pacientes sometidos a cirugía cardiaca y vascular con el fin de disminuir la incidencia de ISO.
Calderón et al. y la Universidad del Bosque, hicieron la evaluación del efecto antimicrobiano del HClO sobre microorganismos potencialmente patógenos de cavidad oral. El estudio reporta que el ácido hipocloroso logró una inhibición bacteriana del 99.9 % a una concentración de 0.05 % y pH de 5.2 al minuto de acción para Streptococcus sanguis, Streptococcus mutans, Eikenella corrodens, Campylobacter rectus, Fusobacterium nucleatum, Enterococcus faecalis, Porphyromonas gingivalis, Aggregatibacer actinomycetemcomitans y para microorganismos sobre infectantes como Enterobacter cloacae, Klebsiella oxytoca y Klebsiella pneumoniae. Los resultados indican que el ácido hipocloroso es una alternativa antimicrobiana para bacterias con capacidad patogénica de cavidad oral. [Lafaurie et al. 2009].
En el año 2015, el Grupo de Investigación en Biotecnología Agroambiental MICROBIOTA, de la Universidad de Santander-Colombia, obtiene patente de invención en Colombia, por la formulación de un "gel antibacterial", en cuya fórmula se logra estabilizar y encapsular el ácido hipocloroso, obtenido por electrólisis de una solución salina (proceso comúnmente utilizado en el mundo para la obtención de agua súper oxidada, generando porcentajes de HClO, NaCl, y NaClO en suspensión, generalmente a pH de 7.0 (+/- 0.4)). La invención fue debida a la investigadora en Ciencias-Doctora Beatriz Elena Guerra, y la Química Alejandra C. Ortiz. Este nuevo gel tiene usos cosméticos y farmacológicos.

## Otros usos
Debido a que el cloro es el desinfectante universal y a que el HClO es el componente activo del cloro, el HClO a concentraciones elevadas trabaja muy bien como desinfectante de superficies y como sustancia dirigida a la inactivación de desechos hospitalarios. Es un desinfectante de alto nivel.
Dado su carácter volátil e inestable, hasta 2020 no existían en España productos envasados autorizados como desinfectantes con ácido hipocloroso para su uso sobre la piel de personas, aunque sí se habían desarrollado usos de desinfección oftalmológica o bucal para uso médico. Actualmente ya existen productos a base de ácido hipocloroso puro y estabilizado, a unas concentraciones de 160 ppm de ácido hipocloroso que las hacen idóneas para su uso en el cuidado e higiene de las heridas.
También en su forma de generación "in situ" está permitido su uso para la piel, superficies, ámbito sanitario, veterinaria, industria agroalimentaria, y desinfección del agua.
En 2021 se abre el plazo de registro BPR del ácido hipocloroso envasado como desinfectante autorizado por la ECHA en Europa para su uso sobre la piel de personas PT1, pero su carácter inestable dificulta su fabricación y envasado. 
Un nuevo desarrollo del sistema de estabilización del ácido hipocloroso permite envasarlo y mantenerlo estable durante más de un año, pudiendo iniciarse los registros para los distintos usos como producto envasado.
Otro de los usos del ácido hipocloroso es el de ingrediente cosmético, ya listado en la ECHA, con las funciones de antiseborreico, oxidante, antimicrobiano y desodorante, lo que permite el ser utilizado para fabricar productos cosméticos.